# Open Kids
Open Kids (Опен Кідс) — українська поп-гурт у складі п'яти дівчаток.

## Історія

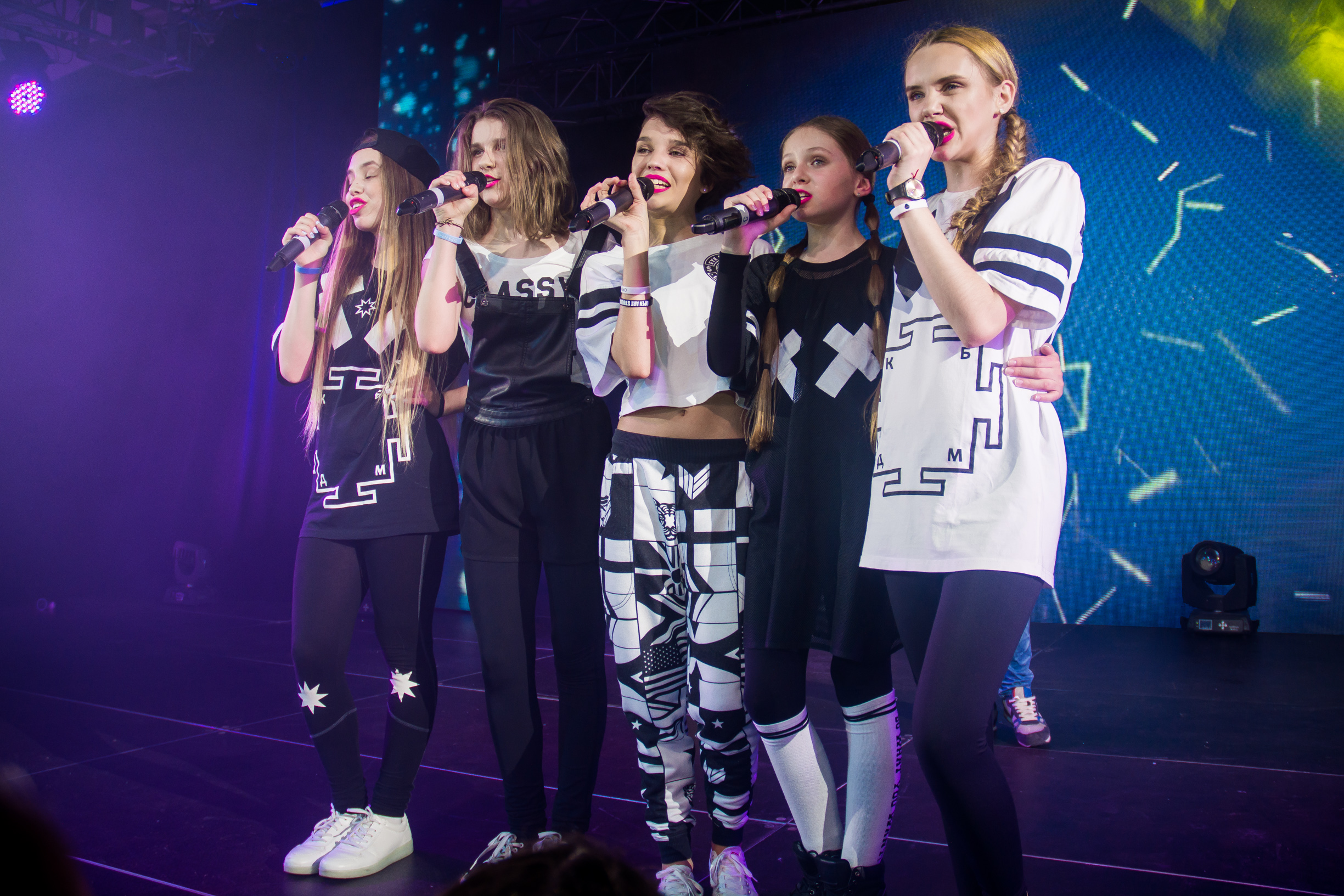

### 2012
Офіційною датою заснування групи вважається 11 жовтня 2012 року, день прем'єри першого відеокліпу гурту ( «Show Girls»).

### 2014
25 червня 2014 року в City Beach Club в Києві група провела презентацію свого нового відеокліпу «На десерт». Кліп знімався в Німеччині.

### 2015
На початку листопада 2015 року стало відомо, що Віка Верник пішла з Open Kids. У тому ж місяці група оголосила кастинг на місце п'ятої учасниці.
Також в листопаді група з кліпом «Не танцюй!» була представлена в листопадовій номінації «Прорив» телеканалу «Europa Plus TV». За результатами голосування Open Kids перемогли. Призом була ротація їх кліпу на телеканалі.
На початку грудня група дала свій перший сольний концерт. Відбувся він у київському клубі Caribbean Club.
За підсумками 2015 року група зайняла 6 місце в Топ-10 українських музикантів (найбільші верифіковані спільноти) соціальної мережі «ВКонтакті», або 4 місце серед українських музичних груп.

### 2016
На початку січня був оголошений результат кастингу на п'яту учасницю. Нею стала Анна Музафарова, учасниця другого сезону українського проекту «Голос. Діти» (де вона була в команді Потапа), а до цього — першого сезону російського проекту «Голос. Діти» (до неї ніхто не повернувся). Крім того, в 2013 році вона боролася за право представляти Росію на «Дитячому Євробаченні» (в російському відбірковому турі зайняла 1 місце).
У лютому 2016 року Open Kids представили увазі слухачів свою першу пісню про кохання. Вона називається «Здається».
У 2016 році група відправиться в перший у своїй історії сольний концертний тур. В його рамках Open Kids виступлять в Москві в концертному залі «Известия-Hall» і в декількох містах України.

### 2020
У листопаді 2020 року продюсер Юрій Петров оголосив про розпад гурту.
8 листопада, через чотири дні після офіційного розпуску гурту, Юрій Петров оголосив кастинг. Гурт залишає назву  і всю музику, міняється весь склад учасниць, хлопці також можуть взяти участь в даному кастингу.

## Склад
- Тамара Шпильова - нар. 30 вересня 2009 (15 років)
- Квітка Воробей - нар.2011 (14 років)
- Ангеліна Білецька - нар.2010 (15 років)
- Саша Смірнова - нап.2009 (16 років)

### Колишні учасниці
- Ангеліна Романовська — нар. 22 грудня 2000 (24 роки)
- Лера Дідковська — нар. 17 квітня 2000 (25 років)
- Юлія Гамалій — нар. 30 серпня 2003 (21 рік)
- Анна Бобровська — нар. 30 листопада 2002 (22 роки)
- Ліза Костякіна — нар. 31 серпня 2003 (21 рік)
- Вікторія Верник — нар. 16 лютого 2000 (25 років)[18]
- Анна Музафарова — нар. в Челябінську 11 січня 2002 (23 роки)

## Менеджмент
Продюсує групу Юрій Петров, засновник школи мистецтв Open Art Studio в Києві.

## Дискографія

### Пісні і сингли
| Рік  | Назва          | Чарти                        | Чарти                   |
| Рік  | Назва          | СНД                          | СНД                     |
| Рік  | Назва          | TopHit Weekly YouTube Top 10 | IVI Music Videos Top 50 |
| ---- | -------------- | ---------------------------- | ----------------------- |
| 2012 | «Show Girls»   | —                            | —                       |
| 2013 | «Stop People!» | —                            | —                       |
| 2014 | «На десерт»    | —                            | —                       |
| 2015 | «Milky Way»    | —                            | —                       |
| 2015 | «На радостях»  | —                            | —                       |
| 2015 | «Не танцуй!»   | 9                            | 5                       |
| 2017 | Новый Хит      |                              |                         |
| 2019 | Эксбойфренд    |                              |                         |

#### Спільні проекти
| Рік  | Назва | Чарти                 | Чарти                         |
| Рік  | Назва | СНД[A]                | СНД[A]                        |
| Рік  | Назва | TopHit Weekly General | TopHit Weekly Audience Choice |
| ---- | --- | --------------------- | ----------------------------- |
| 2015 | «Мир без войны» - пісня у виконанні колективу «Дети Земли» (за участю Open Kids, Софії Тарасової та ін.) | 313                   | 283                           |
| 2016 | «Круче всех» - пісня у виконанні колективу «Quest Pistols Show» (за участю Open Kids)                    | -                     | -                             |

[A] Чарти складаються на основі даних з 200 радіостанцій в Росії, а також 230 російськомовних радіостанцій по всьому світу (в Україні, в інших країнах СНД, в Прибалтиці, на Кіпрі, в Ізраїлі, Німеччині, США і Канаді).